# Arractocetus
Arractocetus — рід всеїдних жуків родини Сверляки (Lymexylidae). Представники роду поширені у Східній Азії. Личинки жуків живуть у живій або гнилій деревині, де живляться грибками.

## Класифікація
Рід містить три види:
- Arractocetus aspoecki (Paulus, 2004)
- Arractocetus monticola Kurosawa, 1985
- Arractocetus nipponicus (Nakane, 1985)